# Young Girls
«Young Girls» es una canción del cantante y compositor estadounidense Bruno Mars, perteneciente a su segundo álbum de estudio Unorthodox Jukebox (2012). La canción fue escrita por Jeff Bhasker, Emile Haynie, Bruno Mars, Philip Lawrence y Ari Levine, mientras que la producción fue manejada por Bhasker, Haynie y The Smeezingtons. 
"Young Girls" es un power pop y balada rock midtempo acerca de cómo él no puede evitar sucumbir a los encantos dudosos de las jóvenes. Ha recibido críticas favorables por parte de los críticos de música, quien señaló que se trata de una pista "dulce y agradable", y al mismo tiempo alabando la voz de Mars. Trazó en algunos países, como Australia, Nueva Zelanda, Canadá, Francia, Corea del Sur y Reino Unido.

## Lista de canciones
| Digital download |               |          |  |
| N.º              | Título        | Duración |  |
| 1.               | «Young Girls» | 3:49     |  |

- Un demo de la canción (3:38) fue incluida como bonus track exclusivamente en la edición de lujo del álbum Target.

## Posicionamiento en listas

### Listas semanales
| Chart (2012–14)                     | Peak position |
| ----------------------------------- | ------------- |
| Australia (ARIA)                    | 62            |
| Canadá (Canadian Hot 100)           | 20            |
| Francia (SNEP)                      | 123           |
| Irlanda (IRMA)                      | 78            |
| Japón (Japan Hot 100)               | 72            |
| Nueva Zelanda (Recorded Music NZ)   | 23            |
| Corea del Sur (Gaon)                | 1             |
| Reino Unido (UK Singles Chart)      | 83            |
| Estados Unidos Billboard Hot 100    | 32            |
| Estados Unidos (Mainstream Top 40)  | 11            |
| Estados Unidos (Adult Top 40)       | 15            |
| Estados Unidos (Adult Contemporary) | 29            |